# 柳澤美晴
柳澤 美晴（やなぎさわ みはる、1978年12月31日 - ）は、歌人。北海道旭川市出身。

## 来歴
北海道教育大学旭川校卒業。「学校で児童がほっとできる場をつくりたい」と養護教諭を志し、臨時採用の養護教諭として札幌、小樽、苫前などを転々とする。その後、本採用となり、小学校の養護教諭として勤務。
大学在学中に和歌の講義に熱中し、大学4年生で作歌を始める。
2001年に未来短歌会に入会。岡井隆、加藤治郎に師事。
2006年に作品「モノローグ」で未来賞を受賞。同年、作品「WATERFALL」で49回短歌研究新人賞次席。
2008年に作品「硝子のモビール」で第19回歌壇賞受賞。
第一歌集『一匙（ひとさじ）の海』で2011年に第12回現代短歌新人賞および第26回北海道新聞短歌賞（当時最年少受賞）を、2012年に第56回現代歌人協会賞をそれぞれ受賞。2020年2月より北海道新聞「日曜文芸」短歌欄選者。斎藤茂吉記念中川町短歌フェスティバル、全国高等学校文芸コンクール短歌部門選者。
樋口智子や山田航らとともに、同人誌「アークレポート」を発行している札幌の短歌勉強会「アークの会」の主要メンバーの一人。

## 著書
- 一匙の海 歌集 本阿弥書店 2011.8 ISBN 4776808129 （表紙オブジェ：北辻良央、装丁：松岡史恵、跋文：加藤治郎）
- 新装版 一匙の海 歌集 本阿弥書店 2024.9 ISBN 978-4776816959